# São Martinho de Vila Frescainha
São Martinho de Vila Frescainha (oficialmente, Vila Frescainha (São Martinho)) foi uma freguesia portuguesa do concelho de Barcelos, com 3,07 km² de área e 2 372 habitantes (2011). Densidade: 772,6 hab/km².
Foi extinta em 2013, no âmbito de uma reforma administrativa nacional, tendo sido agregada às freguesias de Barcelos, Vila Boa e São Pedro de Vila Frescainha, para formar uma nova freguesia denominada União das Freguesias de Barcelos, Vila Boa e Vila Frescainha (São Martinho e São Pedro) com sede em Barcelos.

## População
| População da freguesia de Vila Frescainha (São Martinho) (1864 – 2011) | População da freguesia de Vila Frescainha (São Martinho) (1864 – 2011) | População da freguesia de Vila Frescainha (São Martinho) (1864 – 2011) | População da freguesia de Vila Frescainha (São Martinho) (1864 – 2011) | População da freguesia de Vila Frescainha (São Martinho) (1864 – 2011) | População da freguesia de Vila Frescainha (São Martinho) (1864 – 2011) | População da freguesia de Vila Frescainha (São Martinho) (1864 – 2011) | População da freguesia de Vila Frescainha (São Martinho) (1864 – 2011) | População da freguesia de Vila Frescainha (São Martinho) (1864 – 2011) | População da freguesia de Vila Frescainha (São Martinho) (1864 – 2011) | População da freguesia de Vila Frescainha (São Martinho) (1864 – 2011) | População da freguesia de Vila Frescainha (São Martinho) (1864 – 2011) | População da freguesia de Vila Frescainha (São Martinho) (1864 – 2011) | População da freguesia de Vila Frescainha (São Martinho) (1864 – 2011) | População da freguesia de Vila Frescainha (São Martinho) (1864 – 2011) |
| ---------------------------------------------------------------------- | ---------------------------------------------------------------------- | ---------------------------------------------------------------------- | ---------------------------------------------------------------------- | ---------------------------------------------------------------------- | ---------------------------------------------------------------------- | ---------------------------------------------------------------------- | ---------------------------------------------------------------------- | ---------------------------------------------------------------------- | ---------------------------------------------------------------------- | ---------------------------------------------------------------------- | ---------------------------------------------------------------------- | ---------------------------------------------------------------------- | ---------------------------------------------------------------------- | ---------------------------------------------------------------------- |
| 1864                                                                   | 1878                                                                   | 1890                                                                   | 1900                                                                   | 1911                                                                   | 1920                                                                   | 1930                                                                   | 1940                                                                   | 1950                                                                   | 1960                                                                   | 1970                                                                   | 1981                                                                   | 1991                                                                   | 2001                                                                   | 2011                                                                   |
| 347                                                                    | 429                                                                    | 466                                                                    | 519                                                                    | 548                                                                    | 568                                                                    | 757                                                                    | 998                                                                    | 1 291                                                                  | 1 528                                                                  | 2 187                                                                  | 2 634                                                                  | 1 933                                                                  | 2 219                                                                  | 2 372                                                                  |

## Património
- Casa e Quinta do Benfeito

## Resultados eleitorais para a Junta de Freguesia
| Partidos | %    | M    | %    | M    | %    | M    | %    | M    | %    | M    | %    | M    | %    | M    | %    | M    | %    | M    | %    | M    |
| Partidos | 1976 | 1976 | 1979 | 1979 | 1982 | 1982 | 1985 | 1985 | 1989 | 1989 | 1993 | 1993 | 1997 | 1997 | 2001 | 2001 | 2005 | 2005 | 2009 | 2009 |
| -------- | ---- | ---- | ---- | ---- | ---- | ---- | ---- | ---- | ---- | ---- | ---- | ---- | ---- | ---- | ---- | ---- | ---- | ---- | ---- | ---- |
| PS       | 47,0 | 5    | 61,2 | 9    | 74,6 | 11   | 60,5 | 6    | 55,5 | 6    | 49,3 | 5    | 46,9 | 5    | 41,8 | 4    | 52,8 | 6    | 45,7 | 5    |
| PPD/PSD  | 32,0 | 3    | 24,6 | 3    |      |      | 23,6 | 2    | 33,1 | 3    | 32,4 | 3    | 38,7 | 4    | 40,3 | 4    | 32,8 | 3    | 39,1 | 4    |
| IND      | 17,7 | 1    |      |      |      |      |      |      |      |      |      |      |      |      |      |      |      |      |      |      |
| APU/CDU  |      |      | 12,7 | 1    | 16,7 | 2    | 10,5 | 1    | 6,4  |      | 9,3  | 1    | 7,4  |      | 10,1 | 1    | 7,9  |      | 5,7  |      |